# Steve Koren
Steven Wayne Koren (* 9. Juni 1966 in Queens, New York City) ist ein US-amerikanischer Drehbuchautor und Filmproduzent.

## Leben
Steven Wayne Koren studierte an der Binghamton University. Anschließend war er Gagschreiber bei Saturday Night Live und bei Seinfeld, bevor mit A Night at the Roxbury seine erste Filmkomödie gedreht wurde. Bei der Verleihung der Goldenen Himbeere 2012 wurde er gemeinsam mit Adam Sandler, Ben Zook und Robert Smigel für das Schlechteste Drehbuch ausgezeichnet.

## Filmografie (Auswahl)
Als Drehbuchautor
- 1991–2023: Saturday Night Live (Comedy-Show, 96 Folgen)
- 1996–1998: Seinfeld (Fernsehserie, 26 Folgen)
- 1998: A Night at the Roxbury
- 1999: Superstar – Trau’ Dich zu träumen (Superstar)
- 2003: Bruce Allmächtig (Bruce Almighty)
- 2006: Klick (Click)
- 2011: Jack und Jill (Jack and Jill)
- 2012: Noch tausend Worte (A Thousand Words)
- 2016: Veep – Die Vizepräsidentin (Veep, Fernsehserie, Folge 5x03)

Als Filmproduzent
- 2003: Bruce Allmächtig (Bruce Almighty)
- 2006: Klick (Click)

## Auszeichnungen
Goldene Himbeere
- 2012: Schlechtestes Drehbuch für Jack and Jill
- 2013: Schlechtestes Drehbuch: Nominierung für Noch tausend Worte